# Juventude de Pedras Salgadas
El Juventude de Pedras Salgadas es un equipo de fútbol de Portugal que milita en la Liga Regional de Vila Real, la quinta liga de fútbol más importante del país.

## Historia
Fue fundado en el año 1977 en la ciudad de Pedras Salgadas del distrito de Vila Real y pertenece a la Asociación de Fútbol de Vila Real, por lo que forma parte de sus ligas regionales. Nunca han jugado en la Primeira Liga y han aparecido en la Copa de Portugal en pocas ocasiones.

## Palmarés
- Liga Regional de Vila Real: 1

2012/13
- Super Copa de Vila Real: 1

2013